# 赤柱炮台巴士總站
赤柱炮台巴士總站（英語：Stanley Fort Bus Terminus）位於香港南區赤柱炮台外，現有2條巴士路線作為終點站。此總站也是香港境內最南端的巴士終站。

## 歷史

### 前赤柱炮台總站
總站原本位於赤柱軍營內，但軍營屬於軍事禁區，所以除駐港英軍外，乘客到達赤柱炮台閘口必須下車，然後車長駛入赤柱軍營內掉頭。

### 香港回歸
由於駐港解放軍實行封閉管理，但閘口對出的黃麻角道，巴士無法掉頭，故此巴士到達閘口，乘客下車後，車長需要空車且申請許可證才可駛入軍營範圍。

### 現有迴旋處啟用
2001年8月，閘口的巴士迴旋處啟用，車長從此不需要申請許可證駛入軍營範圍。

## 總站路線資料

### 城巴6A線
- 中環（交易廣場） → 赤柱炮台

只於平日繁忙時間服務，往來中環。

### 城巴6X線
- 赤柱炮台 → 中環（交易廣場）

### 城巴14線
- 西灣河（嘉亨灣） ↔ 赤柱炮台（閘口）

唯一提供全日服務黃麻角道的巴士線，往來嘉亨灣。